# Andrea Motis
Andrea Motis (Barcelona, 1995. május 9. –) spanyol dzsesszénekesnő, szaxofonos, trombitás, dobos.

## Pályakép
Hétéves korában kezdett el zenét tanulni Barcelónában, a Escola Municipal de Música de Sant Andreu-ban. Trombitával kezdte, később szaxofon- és ének tanulmányokat folytatott.
Tizenöt évesen a már szerepelt a Joan Chamorro Presents Andrea Motis albumon.  2011-ben a Global Gumbo All Stars-szal Quincy Jonesszal lépett fel.
2007-től – tizenkét éves kora óta – együttműködik a Sant Andreu Jazz Band együttessel és Joan Chamorroval.
Énekel katalánul, spanyolul, portugálul és angolul.

## Lemezek

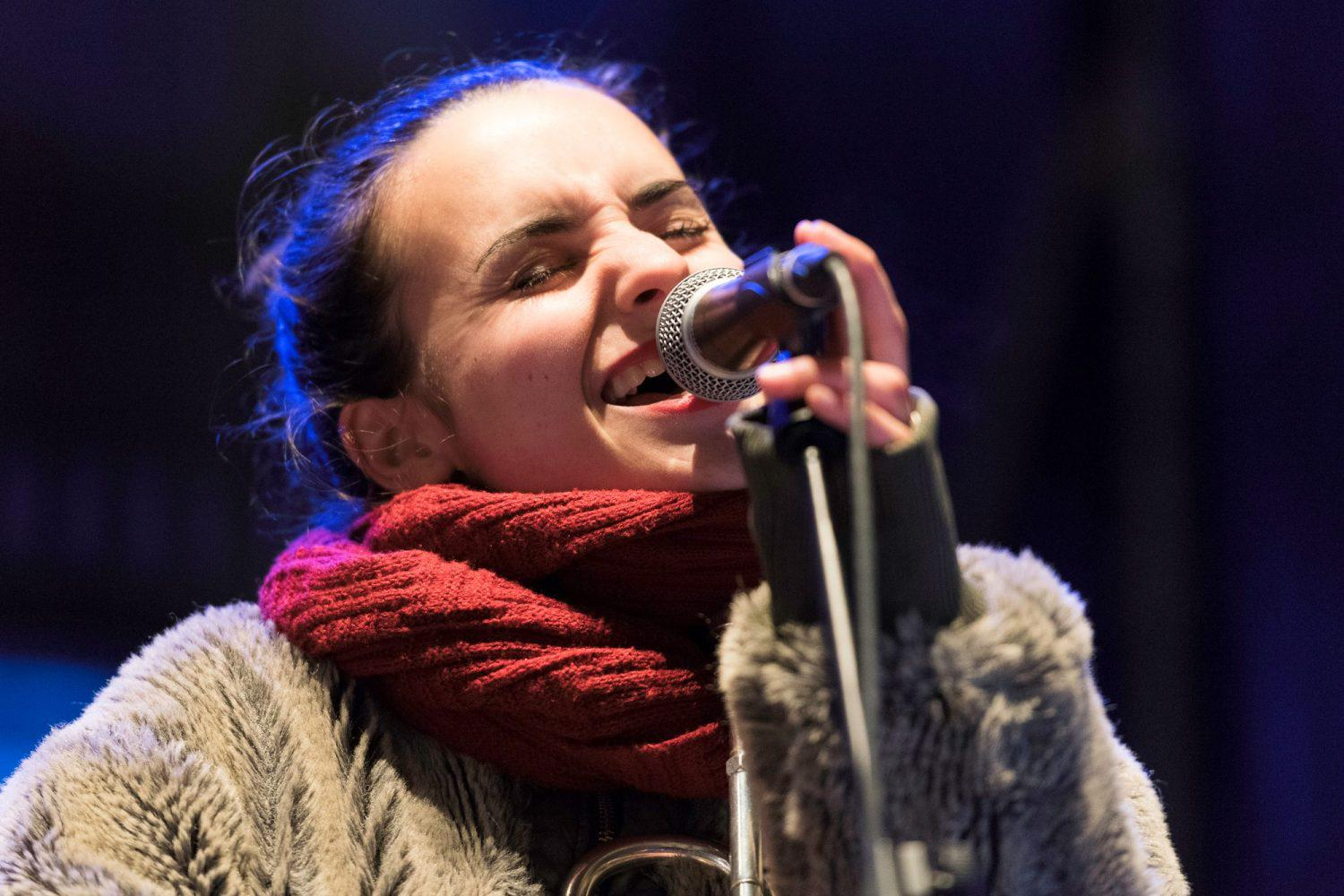

- Joan Chamorro presenta Andrea Motis (2010)
- Motis Chamorro Quintet Live at Jamboree (2013)[2]
- Coses Que Es Diuen Però Que No Es Fan (2014)
- Motis Chamorro Big Band Live (2014)
- Live at Casa Fuster (2014)
- Live at Palau de la Música (2015)
- Feeling Good with Joan Chamorro (2012; 2015)
- He's Funny That Way (2016)
- Emotional Dance (2017)
- Concert de les Festes Majors d'Amposta 2018 amb Andrea Motis & Joan Chamorro Quartet (2018)
- Do Outro Lado Do Azul (2019)
- Colors & shadows (2021)
- Loopholes (2022)
- Febrero (2024)